# Desa Ajung (administrativ by i Indonesien, lat -8,13, long 113,82)
Desa Ajung är en administrativ by i Indonesien.   Den ligger i provinsen Jawa Timur, i den sydvästra delen av landet, 800 km öster om huvudstaden Jakarta.